# Skjervøya (Trøndelag)
Skjervøya est un archipel de deux îles situé dans la municipalité d'Osen, dans le comté du Trøndelag, en Norvège. Il est composé des îles de Ytre Skjærvøya et Indre Skjærvøya. Environ 20 personnes vivent sur cette île.